# Wu Yuang
Wu Yuang (en chinois, 吴宇昂; né le 18 mars 1998) est un athlète chinois, spécialiste du 400 m.

## Carrière
Le 10 mai 2017, il porte son record personnel à 45 s 83, à Taiyuan.
Le 24 avril 2019, il établit le record national du relais 4 x 400 m lors des Championnats d'Asie à Doha.